# نرمين ماهر
نرمين ماهر (9 أكتوبر 1984 -)، هي ممثلة مصرية.

## حياتها الفنية
بدأت حياتها المهنية كموديل في الأغنيات المصورة، والإعلانات التجارية. حتى شاركت في فيلم السفارة في العمارة مع الفنان عادل إمام عام 2005 كذلك شاركته بعروض مسرحية «بودي جارد» التي استمرت عروضها عشر سنوات بداية من 1999 وشاركت هي بعروض العام 2005.

## أعمالها

### أفلام
| - الحوت الأزرق: 2020 - إنت إيه: 2019 - خسسني شكراً:2019 - إنت حبيبي وبس:2019 - رمسة كريم:2018 - مطربين عن الطعام:2018 - الخروج عن النص:2018-نهى - عطل فني:2018 - يجعلو عامر:2017-تُقى | - هروب مفاجئ:2017-زينة الطحان - حليمو أسطورة الشواطئ:2017 - عمارة رشدي:2017 - الجولة الأخيرة:2017 - أمان يا صاحبي:2017-بهيرة - أوشن 14:2016-سونسون - 30 يوم في العز:2016-توحيدة | - عيال حريفة:2015-سهر - نص دستة بنات:2015 - واحد صعيدي:2014-سماح الشريف - ظرف صحي:2014-توحة - يا انا يا هوه:2011 - الهاربتان:2010-هند - سحر العشق:2010 | - دقى يا مزيكا:2010 - قبلات مسروقة:2008-مايا - الزمهلاوية:2008 - البلد دي فيها حكومة:2008-شرين زوجة أدهم - العيال هربت:2006-وفاء - درس خصوصي:2005 - السفارة في العمارة:2005-اوشين |

### مسلسلات
| - خط ساخن 2020 - قوت القلوب 2: 2020 - فكرة بمليون جنيه:2019-عبلة أخت هبة - دفعة القاهرة:2019-ليلى - 30 ليلة وليلة:2018-ضيفة شرف - سرايا حمدين:2018-نرمين - عائلة حاحا:2017 - البارون:2017 - جنون الشهرة:2017 | - الأستاذ بلبل وحرمه:2016 - علاقات خاصة:2015 - دنيا جديدة:2015 - راجل وست ستات (ج9، 10):2015، 2016-ضيف شرف - سلسال الدم (ج2->5):2015 ->2018-بسمة - دكة الفريج:2014-سلوى - المرافعة:2014 | - جبل الحلال:2014-ليلي - الإخوة (ج1، 2):2014، 2015 - فرح ليلى:2013-هدى - طيري يا طيارة:2012 - عرفة البحر:2012 - دوران شبرا:2011-ماجدة - احنا الطلبة:2011-زينا | - صفحات شبابية (ايد واحدة + شباب الفيس بوك):2011 - صدق او لا تصدق:2011 - سليم ودستة حريم:2010 - طوق نجاة:2010-سماح \ سالى - أولاد الحلال 2009 - عمارة يعقوبيان:2007-فوزية - السندريلا:2006-الممثلة ليلى يسري |

### مسرحيات
- ولكم شرم الشيخ:2017
- الباقية في حماتك:2015
- بودي جارد: عروض 2005

## روابط خارجية
- نرمين ماهر على موقع الدهليز
- نرمين ماهر على موقع قاعدة بيانات الأفلام العربية